# اندیس رودخانه کرخه۴
رودخانه کرخه۴ یک اندیس فلزی است که در حوالی شهر دزفول استان خوزستان قرار دارد و مادهٔ معدنی موجود در آن، طلا است.  در این اندیس، پاراژنز‌های فسفات-زیرکن یافت می‌شوند.